# 四甲基氢氧化铵
四甲基氢氧化铵（TMAH或TMAOH）是一种分子式为 N(CH3)4+ OH− 的季铵碱，也是这类化合物中最简单的一种。这种物质只在五水合物时是一种相对稳定的固体形态。商业上，TMAH通常以水溶液、甲醇溶液或五水合物的形式销售。其固体和溶液均为无色，不纯时为黄色。纯净的TMAH几乎没有气味，但样品常有强烈的鱼腥味，因其含有三甲胺的不纯物。TMAH有大量、广泛的工业和科研用途，例如在半導體器件製造中的黃光製程中當顯影液（去光阻液）。

## 结构
TMAH的市售品以水溶液、甲醇溶液和五水合物为主，溶液浓度常见于25%。它可以结晶出多种水合物N(CH3)4OH·xH2O，这些盐的特点是分离良好的Me4N+阳离子和氢氧根阴离子。氢氧化物基团通过氢键与结晶水相连。尚未分离出无水TMAH。

### 制备
最早的制备方法之一是Walker和Johnston，他们是用四甲基氯化铵和氢氧化钾在干燥的甲醇中进行盐代谢反应制成的，其中TMAH可溶，但氯化钾不可溶。
NMe4+Cl- + KOH → NMe4+ OH- + KCl
其中Me代表甲基基团，CH3-。
该报告还提供了作为五水合物的TMAH的分离细节，注意到三水合物的存在，并强调了即使是前者对大气中的水分和二氧化碳也表现出强亲和力。
这些作者报告说，五水合物的m.p.温度为62-63℃，在15℃时在水中的溶解度为220g/100mL。

## 化学性质
四甲基氢氧化铵和其它碱一样，可以发生酸碱中和反应。例如它和氢氟酸反应，生成四甲基氟化铵：
NMe4+OH− + HF → NMe4+F− + H2O
它在溶液中可以和铵盐发生复分解反应，该反应由氨逸出反应体系推动进行。例如它和硫氰酸铵反应，可以制得四甲基硫氰酸铵：
NMe4+OH− + NH4+SCN− → NMe4+SCN− + NH3 + H2O
它受热可以分解，二甲醚是主要产物（而非甲醇）。
2 NMe4+OH− →  2 NMe3 + MeOMe  + H2O

## 毒性
四甲基氢氧化铵在水中解离出[(CH3)4N]+和OH−，其阳离子可被人体吸收，具有经皮急性毒性，接触可致死。目前沒有解毒劑。

## 应用
TMAH的工业用途之一是半導體製造中用于硅的各向异性蚀刻，在光刻工艺中作为碱性溶剂显影酸性光刻胶，对剥离光刻胶有很好的效果。
TMAH具有一定的相转移催化剂性能，在铁流体的合成中作为表面活性剂，抑制纳米粒子的聚集。
TMAH是目前最常用的试剂，用于热化学裂解，热化学裂解是一种同时涉及热解和化学衍生分析物的分析技术。

## 湿式蚀刻
TMAH属于季铵氢氧化物(QAH)溶液家族，通常用于对硅进行各向异性蚀刻。典型的蚀刻温度在70～90℃之间，典型的浓度为5～25wt% TMAH在水中的含量。(100)硅的蚀刻速率一般随着温度和TMAH浓度的增加而增加。蚀刻后的硅(100)表面粗糙度随TMAH浓度的增加而降低，用20%的TMAH溶液可以得到光滑的表面。蚀刻速率通常在每分钟0.1-1微米范围内。
在TMAH中进行长时间蚀刻的常用遮蔽材料包括二氧化硅（LPCVD和热）和氮化硅。氮化硅在TMAH中的蚀刻速率可以忽略不计；二氧化硅在TMAH中的蚀刻速率随薄膜质量而变化，但一般在0.1纳米/分钟左右。